# Ядебузен
Ядебузен (нім. Jadebusen) — затока у південно-східній частині  Північного моря, розташована між півостровом Бутьядінген та Східно-Фризьким півостровом, де знаходиться Вільгельмсгафен, що утворює найпівденнішу частину більшої Гельголандської затоки. Раніше він був відомий просто як Яде (нім. Jade) або Ягде (нім. Jahde). Через дуже низький надходження прісної води його класифікують як затоку, а не як естуарій річки.
Подібно Доларту, Ядебузен є результатом морської повені під час штормових нагонів у Середні віки, чому сприяло не тільки підвищення рівня моря, а й діяльність людей, що були тут раніше, заради видобутку торфу як палива, а також як джерела солі та як добрива.
Ядебузен досяг свого максимального розширення завдяки трьом штормовим нагонам, що сталися один за одним: 26 вересня 1509, 9 вересня 1510 і 16-17 січня 1511. Після цього його західна заплава, Чорний брак, сягала далеко вглиб країни. Назва була дана через темний колір води, в основі якої лежав заболочений ґрунт. Пройшло близько століття, перш ніж більша частина території, затопленої цими рукавами, повернулася під пасовища та орні землі. З початку XVI століття було побудовано кілька гребель проти штормових припливів та утримання орних земель. Головна дамба, Еллензер-Дамм, була побудована між 1596 і 1615 роками Ольденбурзьким графством, ще до того, як було успішно досягнуто згоди з протидіючим графством Східна Фризія.

## Див.також
- Гельголандська бухта
- Ватове море
- Щецинська затока
- Гваль-фіорд
- Жиронда (естуарій)